# ウィルソン・ジャメイン・ヘレディア
ウィルソン・ジャメイン・ヘレディア（Wilson Jermaine Heredia, 1971年12月2日 - ）は、アメリカ合衆国の俳優。ブロードウェイ・ミュージカル『レント』のエンジェル・ダモット・シュナード役でトニー賞、ドラマ・デスク・アワードミュージカル助演男優賞を受賞したことで知られる。同作のウエスト・エンド公演でもオリジナル・キャストに配役され、2005年の映画『レント』でも同役を再演した。

## 経歴
ニューヨーク州ブルックリン区にてドミニカ共和国からの移民であったビル管理人の父と裁縫師の母のもとに生まれた。いくつかの映画に出演し、ロバート・デ・ニーロおよびフィリップ・シーモア・ホフマン主演の『フローレス』(1999年)ではドラァグクイーンのチャチャ役を演じ、1996年に『レント』で共演したダフネ・ルービン＝ヴェガと再度共演した。2000年5月12日放送の『LAW & ORDER:性犯罪特捜班』第1シーズン第21話『終わらないピアノの調べ』にも出演した。
ミュージカル『レント』においてブロードウェイで共演した他の5名と共にクリス・コロンバス監督映画『レント』に出演した。彼は、異性装のエンジェル役を映像化するプロセスを楽しんだが、化粧をしてハイヒールを履かなけらばいけないことは苦痛だったと語った。
2006年1月9日、放送映画批評家協会賞授賞式において映画版『レント』で共演したロザリオ・ドーソン、テイ・ディグス、トレイシー・トムズと共に登場した。2007年、映画『Descent 』でドーソンおよびトムズと共演し、ディエゴ役を演じた。
『ミディアム 霊能者アリソン・デュボア』および『WITHOUT A TRACE/FBI 失踪者を追え!』にゲスト出演し、2009年終盤、『Three Chris's 』のパイロット版を撮影した。
2011年2月15日よりブロードウェイにて『ラ・カージュ・オ・フォール』に出演してジェイコブ役を演じ、アルビン/ザザ役のハーヴェイ・ファイアスタインおよびジョージ役のクリストファー・シーバーと共演した。
サンフランシスコに移住し、サンフランシスコ・プレイハウスの『Camelot 』でランスロット役を演じ、バークリー・プレイハウスの『小公女』でパスコ役を演じた。